# María Rodríguez Ramos
María Rodríguez Ramos este un om politic spaniol, membru al Parlamentului European în perioada 1999-2004 din partea Spaniei. 
1. ↑   http://www.congreso.es/portal/page/portal/Congreso/Congreso/Diputados/BusqForm?_piref73_1333155_73_1333154_1333154.next_page=/wc/fichaDiputado?idDiputado=328&idLegislatura=8 Lipsește sau este vid: |title= (ajutor)
2. ↑  María Soraya RODRÍGUEZ RAMOS, accesat în 20 iulie 2021
3. 1 2  Deputații în Parlamentul European
4. 1 2 3  pace.coe.int
5. ↑   http://www.congreso.es/portal/page/portal/Congreso/Congreso/Organos/Comision?_piref73_1339259_73_1339256_1339256.next_page=/wc/cambioLegislatura, accesat în 2 august 2019 Lipsește sau este vid: |title= (ajutor)
6. ↑   http://www.congreso.es/portal/page/portal/Congreso/Congreso/Diputados/BusqForm?_piref73_1333155_73_1333154_1333154.next_page=/wc/fichaDiputado?idDiputado=153&idLegislatura=12, accesat în 23 noiembrie 2017 Lipsește sau este vid: |title= (ajutor)
7. ↑   http://www.congreso.es/portal/page/portal/Congreso/Congreso/Diputados/BusqForm?_piref73_1333155_73_1333154_1333154.next_page=/wc/fichaDiputado?idDiputado=257&idLegislatura=10, accesat în 23 noiembrie 2017 Lipsește sau este vid: |title= (ajutor)
8. ↑   http://www.congreso.es/portal/page/portal/Congreso/Congreso/Diputados/BusqForm?_piref73_1333155_73_1333154_1333154.next_page=/wc/fichaDiputado?idDiputado=328&idLegislatura=8, accesat în 23 noiembrie 2017 Lipsește sau este vid: |title= (ajutor)